# Simulium coalitum
Simulium coalitum es una especie de insecto del género Simulium, familia Simuliidae, orden Diptera.
Fue descrita científicamente por Pomeroy, en 1922.